# Stadsfullmäktigevalen i Sverige 1917
Stadsfullmäktigevalet i Sverige 1917 genomfördes i december 1917. Vid detta val valdes och halva stadsfullmäktige i 24 av 103 stadskommuner. Valet påverkade också på sikt första kammarens sammansättning. I Stockholms stad ägde valet rum i januari som vanligt.
Tänket var att halva antalet fullmäktige skulle väljas detta år på en fyraårig mandatperiod, så skulle den andra halvan väljas efter två år och så vidare. Så blev dock inte fallet när ett nyval till alla kommunfullmäktige och stadsfullmäktige ägde rum 1919 och samtliga mandat löpte ut.
Innan nyvalet 1919 tillämpades varken allmän eller lika rösträtt. Istället baserades röstetalen på medborgarnas inkomst vilket, som av tabellen framgår, ofta gynnade den politiska högern.

## Valresultat
| Parti                | Parti                                    | Antal röster | Antal röster | Röstetal  | Röstetal | Röstetal | Mandatfördelning | Mandatfördelning | Mandatfördelning | Mandatfördelning |
| Parti                | Parti                                    | Antal        | %            | Antal     | %        | +−       | Nyvalda          | Kvar- stående    | Totalt           | +−               |
| -------------------- | ---------------------------------------- | ------------ | ------------ | --------- | -------- | -------- | ---------------- | ---------------- | ---------------- | ---------------- |
|                      | Allmänna valmansförbundet                | 29 379       | 41,9         | 655 301   | 54,5     | -3,9     | 164              | 1 558            | 1 722            | +-0              |
|                      | Socialdemokraterna                       | 25 440       | 36,2         | 299 416   | 24,9     | +0,5     | 68               | 471              | 539              | +21              |
|                      | Liberala samlingspartiet                 | 13 165       | 18,8         | 214 896   | 17,9     | +2,2     | 65               | 563              | 628              | -7               |
|                      | Sveriges socialdemokratiska vänsterparti | 783          | 1,1          | 9 313     | 0,8      | +0,8     | 10               | 0                | 10               | +10              |
|                      | Övriga partier                           | 1 381        | 2,0          | 23 599    | 1,9      | —        | 26               | 106              | 132              | —                |
|                      | Övriga kandidater                        | 24           | 0,0          | 299       | 0,0      | —        | 26               | 106              | 132              | —                |
| Antal giltiga röster | Antal giltiga röster                     | 70 172       | 100          | 1 202 824 | 100      |          | 333              | 2 698            | 3 031            | +20              |
| Ogiltiga röster      | Ogiltiga röster                          | 328          |              |           |          |          |                  |                  |                  |                  |
| Totalt               | Totalt                                   | 70 500       |              |           |          |          |                  |                  |                  |                  |

## Valda i Stockholms stad
| Stockholm | Stockholm                 | Stockholm | Stockholm |
| Parti     | Parti                     | Mandat    | Mandat    |
| Parti     | Parti                     | Antal     | +−        |
| --------- | ------------------------- | --------- | --------- |
|           | Allmänna valmansförbundet | 62        | +6        |
|           | Socialdemokraterna        | 26        | -2        |
|           | Liberala samlingspartiet  | 12        | -4        |
| Totalt    | Totalt                    | 100       | +-0       |